# اختبار ربط النقط
اختبار ربط النقط اختبار للانتباه إلى الأشياء عند ملاحظتها والانتقال من فعل الشيء إلى فعل غيره وغيره. حيث يطلب من الشخص في وقت محدد ربط النقط المرقمة 1 و2 و3 الخ بالترتيب وهذا لقياس سرعة الإدراك والفهم
cognitive processing speed
ثم ربط النقط المرقمة والمعلمة بالأحرف 1 وأ و2 وب و3 وج الخ بالترتيب قياسا لسرعة الانتباه
executive functioning
وإن اخطأ الشخص يصحح له الخطأ قبل مواصلة الاختبار.